# Бофорт (Малайзия)

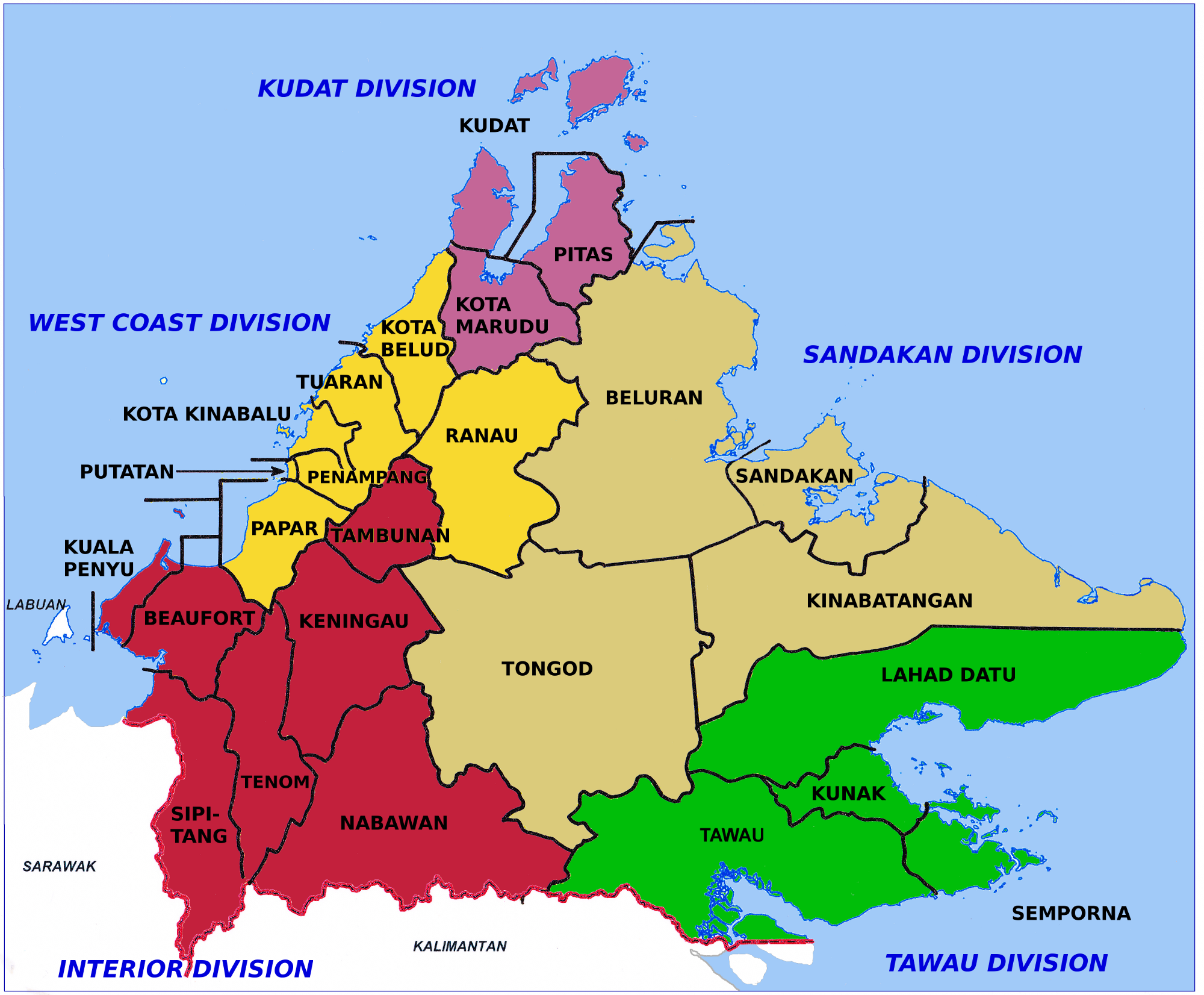
Округа Сабаха. Внутренняя область выделена красным цветом, район Бофорт расположен в её западной части

Бофорт (малайск. Beaufort) — город и одноимённый округ в составе малайзийского штата Сабах. Входит во Внутреннюю область.

## История
Город назван в честь Л. П. Бофорта — губернатора колонии Британское Северное Борнео. В годы Второй мировой войны здесь шли бои между японскими и австралийскими войсками.

## Население
В 2000 году население Бофорта составляло 61 698 человек. Здесь проживают малайцы, кадазаны и китайцы (хакка).

## Экономика
В колониальные годы жизнь Бофорта зависела от производства каучука. В настоящее время его экономика базируется на производстве пальмового масла.